# 東印度會
東印度、德文郡、體育及公學會（英文：East India, Devonshire, Sports and Public Schools' Club），一般稱作東印度會（英文：East India Club）是一所創立於1849年的紳士會所，位於倫敦聖詹姆士廣場16號。申請入會的人士要由兩位會員推薦及附議，並由遴選委員會投票核准，方能入會。東印度會從創會至今一直沒有女性會籍。

## 會所歷史

倫敦東印度會會徽。

東印度會在19世紀中葉創立之初，一如該會的1851年《規則書》中列明，會員只限：
|  | 東印度公司之僱員－即所有相屬單位的牧職人員、文職人員、軍人、海員及醫務人員，當中包括那些退休員工、曾獲委派到印度服役的女皇陛下陸軍及海軍軍人、現代表或曾代表公司擔任辯護律師及事務律師的大律師及法律專業界別成員…… |

不過，會所成立後的20多年間，東印度公司在印度管治的範圍不斷縮減，最後更於1874年正式結業。結果，東印度公司員工未能再成為該會會員的主要來源。自此以後，該會曾於1938年與體育會合併，1972年與公學會合併，1976年再與德文郡會合併，而這些會所當年一般都遇上了會員不足、或因會所古建築復修費用高昂等原因，引致收支失衡的困難，繼而選擇合併到東印度會。自東印度公司的影響力消亡後，公學近年對會所漸起舉足輕重的影響力。
東印度會會所內有不同的晚宴廳、宴會廳、客廳、休息室和桌球室；並有圖書館、健身房和67間睡房供會員使用。此外，會所亦可為會議和私人活動提供場地。東印度會會所內收藏了不少名畫及名人的畫像，而會所內的圖書館則有不少珍貴古籍和圖書。東印度會早期和東印度公司關係非常密切，所以會所圖書館內有關大英帝國歷史的資料相當豐富。
東印度會與全球另外超過100間會所有互惠協定，會員可憑東印度會發出的卡或引薦信，享用互惠會所的會員設施。另外，由於東印度會並沒有女性會籍，女性訪客需在男性會員的陪同下才能進入會所。會所內的某些範圍如抽煙廳更加不准女性進入。附近梅菲爾（Mayfair）的大學婦女會（University Women's Club）則容許女性會員，而兩所會所偶爾也會合辦一些酒會及活動。

## 會址歷史
東印度會位於倫敦西敏的聖詹姆士廣場。會址最初在17世紀由傑明勳爵（Lord Jermyn）約於1670年至1676年持有，之後的屋主是波白克子爵，他持有上址僅僅兩年（1676年－1678年）。他遷出以後，上址多度易手，屋主先後包括一位瑞典大使、沙福克伯爵家族及隆尼伯爵。經此以後，上址由約翰·熱爾曼爵士，Bt（Sir John Germain）購得，熱爾曼爵士是諾福克公爵夫人的第二任丈夫，熱爾曼爵士在1719年身故後，上址落入其第二任妻子，即伯克萊伯爵次女伊麗莎伯·伯克萊女爵（Lady Elizabeth Berkeley）。伊麗莎伯持有大宅至少50年，她身故以後，大宅業權轉到薩克維爾子爵手上，此後大宅曾先後為維爾勳爵及其子聖阿本斯公爵的居所。
在1785年，喬治·安森購入了聖詹姆士廣場16號的物業，他於1789年亡故後，上址物業由其子安森子爵繼承。安森子爵在1804年將物業售予富商艾蒙德·博伊姆（Edmund Boehm）博伊姆夫婦當時相當活躍於社交場合，並經常在上址舉行宴會派對。在1815年6月21日，攝政王（即後來的喬治四世）在上址作客時，就收到威靈頓公爵副官亨利·珀西少將（Major Henry Percy）有關英軍在滑鐵盧戰役報捷的捷報。
然而，艾蒙德·博伊姆後來因破產的關係，16號物業被迫轉售予羅伯特·維納（Robert Vyner）。到1825年，維納將物業售予克蘭里卡德侯爵（Marquess of Clanricarde），而克蘭里卡德侯爵亦曾一度將物業出租予韋爾斯利侯爵。在1849年，東印度會委員會與克蘭里卡德侯爵簽訂租約，開始以上址作為會址，終在1863年，東印度會正式從克蘭里卡德侯爵購得物業，會址業權遂由東印度會所有。

## 會所贊助人
- 艾伯特親王：首席贊助人，維多利亞女皇皇夫[9]
- 詹姆士·布龍-拉姆齊，第一代達爾豪西侯爵：贊助人[9]
- 愛德華·勞，第一代埃倫巴勒伯爵：贊助人[9]
- 查爾斯·詹姆士·納皮爾爵士將軍：贊助人[9]

## 著名會員
部份與東印度會或其成員會所有關的著名人士包括：
- 威廉·亞當斯：自由黨政治家（1823年－1881年）[10]
- 阿奇博爾德·艾奇遜，第四代戈斯福德伯爵：貴族（1841年－1922年）[11]
- 康諾和斯特拉森公爵阿瑟親王：皇室成員、加拿大總督（1850年－1942年）[12]
- 約翰·達格代爾·阿斯特利爵士：軍人及運動員（1828年－1894年）[13]
- 柏立基爵士：香港總督（1906年－1999年）
- 詹姆士·布萊斯，第一代布萊斯男爵：商人（1841年－1925年）[14]
- 弗雷迪·布朗：木球員（1910年－1991年）[15]
- 理察·博伊爾，第九代科克伯爵：政治家（1829年－1904年）[10]
- 達拉斯·布魯克斯爵士將軍：澳洲維多利亞省省督（1896年－1966年）[16]
- 戈弗雷·卜倫：歐洲議會議員（1949年－）[17]
- 詹姆士·巴特勒，第三代奧蒙德侯爵：貴族（1844年－1919年）[11]
- 大衛·坎貝爾-班納文：英國獨立黨政治家[17]
- 史賓塞·卡文狄希，第八代德文郡公爵：政治家、樞密院議長（1833年－1908年）[18]
- 愛德華·卡文狄希，第十代德文郡公爵：政治家（1895年－1950年）[19]
- 約瑟夫·張伯倫：自由黨政治家（1836年－1914年）[20]
- 奧斯丁·張伯倫爵士：政治家、諾貝爾和平獎得獎者（1863年－1937年）[21]
- 塞巴斯蒂安·高爾，高爾男爵：運動員（1956年－）
- 科林·考德瑞，湯布里奇的考德瑞男爵：木球員（1932年－2000年）[15]
- 威廉·愛德華茲，第四代肯辛頓男爵：貴族（1835年－1896年）[10]
- 奈傑爾·法拉吉：歐洲議會議員（1964年－）[22]
- 亨利·巴特爾·弗里爾爵士：開普殖民地總督兼南非高級專員、東印度公司書院校友（1815年－1884年）[23]
- 劍橋公爵喬治親王：皇室成員（1819年－1904年）[12]
- 道格拉斯·葛蘭姆，第五代蒙特羅斯公爵：蘇格蘭貴族（1852年－1925年）[11]
- 馬丁·霍克，第七代霍克男爵：木球員及貴族（1860年－1938年）[11]
- 布雷特·哈特：美國作家及詩人（1836年－1902年）[24]
- 小奧利弗·溫德爾·霍姆斯：美國最高法院法官（1841年－1935年）[21]
- 倫納德·赫頓爵士：英格蘭木球員（1916年－1990年）[15]
- 亨利·詹姆士，第一代赫里福德的詹姆士男爵：律師及政治家（1828年－1911年）[10]
- 詹姆士傑·傑吉霍伊爵士：印度拜火教商人（1811年－1877年）[12]
- 安東尼·利特爾：教育家、伊頓公學校長（1954年－）
- 休·勞瑟，第五代朗斯代爾伯爵：貴族（1857年－1944年）[11]
- 彼得·梅：英格蘭木球員（1929年－1994年）[15]
- 海軍元帥路易斯·蒙巴頓，第一代緬甸的蒙巴頓伯爵：皇室成員、軍人、印度總督（1900年－1979年）[25]
- 陸軍元帥羅伯特·納皮爾，第一代抹大拉的納皮爾男爵：軍人（1810年－1890年）[23]
- 奧古斯塔斯·紐曼：軍人、曾獲勳維多利亞十字勳章（1904年－1972年）[26]
- 懷特勞·利德：美國外交官，曾任駐法國及駐英國大使（1837年－1912年）[24]
- 陸軍元帥弗雷德里克·羅伯茨，第一代羅伯茨伯爵：軍人、曾獲勳維多利亞十字勳章（1832年－1914年）[12]
- 奧利弗·羅素，第二代安普錫爾男爵：運動員及軍人（1869年－1935年）[11]
- 土邦主杜立普·辛格爵士：錫克裔旁遮普統治者（1838年－1893年）[12]
- 亨利·索美塞得，第十代博福爾公爵：貴族（1900年－1984年）[27]
- 弗雷德里克·漢密爾頓-坦普爾-布萊克伍德，第一代達費林和阿瓦侯爵：印度總督及加拿大總督（1826年－1902年）[12]
- 丹尼斯·戴卓爾爵士：商人、前首相戴卓爾夫人夫君（1915年－2003年）[28]
- 安德魯·維卡利：威爾斯畫家（1938年－）[29]
- 普盧姆·華納爵士：英格蘭木球員（1873年－1963年）[15]

## 雜聞
- 喬治四世尚為攝政王時，就是在今日會所圖書館所在的房間，收到英軍在滑鐵盧戰役報捷的急報。當時他在今日女士客廳所在的陽台公佈了有關報捷的消息。[30][31].
- 卡羅琳皇后在1820年接受「痛苦及損失」審訊時，曾暫居於聖詹姆士廣場17號，該址現已成為會所的一部份。[32].

## 延伸閱讀
- Forrest, Denys Mostyn, Foursome in St. James's (Brighton, Dolphin, 1982, 207 pp)

## 外部連結
- 官方網站